# Baldur Böhme
Baldur Edelbert Böhme (* 7. Februar 1932 in Weimar; † 12. April 2008 in Weimar) war ein deutscher Komponist, Dirigent und Professor für Violine. Sein Gesamtwerk umfasst neben Instrumentalmusik, Werken für das Musiktheater, Gesang und Chor, auch Kompositionen für Film.

## Leben
Von Geburt an war Baldur Böhmes Leben von Musik geprägt. Von seinen Eltern Fritz Böhme (Studienrat an der Weimarer Musikhochschule) und Elsbeth Böhme, beide Musikpädagogen, erhielt er bereits ab 1937 ersten Instrumentalunterricht. Auch erste kompositorische Versuche (Klavierstücke) wurden durch seinen Vater betreut. Sein Studium für Violine absolvierte er bei Fritz Ehlers, Robert Reitz und Walter Hansmann.
Baldur Böhme verpflichtete sich bereits 1952 zum Orchesterdienst. Er wirkte mehrere Jahre als erster Geiger bzw. Konzertmeister an den Städtischen Bühnen Erfurt, im Gewandhausorchester Leipzig und in der Staatskapelle Berlin, Staatsoper unter den Linden.
Seit 1966 unterrichtete er im Fach Violine; 1976 wurde er Dozent, danach Professor an der Hochschule für Musik „Franz Liszt“ Weimar (em. 1999).
Mit dem Schumann-Trio (Martin Högner, Klavier und Brunhard Böhme, Violoncello) übte er neben der Lehrtätigkeit eine umfangreiche Konzerttätigkeit aus.
Als Dirigent leitete er das Orchester des Spezialgymnasiums Belvedere (1983 und 1984) und zeitweise das Kammerorchester der Hochschule für Musik „Franz Liszt“ Weimar.

## Ausgewählte Werke

### Orchesterwerke
- Divertimento für Kammerorchester, op. 51 – ca. 24 Min.
- Holle-Serenade für Streichorchester, op. 109 – ca. 32 Min. (Themen aus der Oper „Frau Holle“)
- 12 Variationen und Fuge über das Seikiloslied für großes Orchester, op. 72 – ca. 25 Min.
- 5. Sinfonie (Sangesopfer) für großes Orchester, Bariton und Chor, op. 79 – ca. 48 Min. Texte von Rabindranath Tagore (Gitanjali)
- 6. Sinfonie (Sinfonische Gemälde aus Griechenland) für großes Orchester, op. 136 – ca. 42 Min.

Blasorchester
- Fünf Charakterstücke für Blasorchester, op. 127 – ca. 20½ Min.

Zupforchester
- Holle-Bilder, op. 106 – ca. 14 Min.
- 1. Serenade, op. 112 – ca. 15 Min.
- 2. Serenade, op. 129a
- Humoreske, op. 126 Nr. 1 – ca. 6 Min.
- Scherzo, op. 126 Nr. 2 – ca. 6 Min.

### Oper und Musiktheater
- Spartacus – Oper in 13 Bildern. Text von Baldur Böhme und Wolfgang Schütze, op. 29 – ca. 4 Stunden
- Ohatsu – Opernszenen von Ute Unger, op. 82 – ca. 2½ Stunden
- Frau Holle – Märchenoper nach Gebrüder Grimm in 21 Szenen, op. 102 – ca. 2 Stunden
- Das Ende vom Anfang – Musical nach dem gleichnamigen Stück von Sean O’Casey – ca. 1¾ Stunde

### Konzerte Soloinstrumente und Orchester
- Violinkonzert Nr.2, op. 77 – ca. 22 Min. (3. Preis beim 6th International Henryk Wieniawski Composers Competition 1985)
- Violinkonzert Nr.3, op. 87 – ca. 30 Min.
- 2. Konzert für Viola und Orchester, op. 115 – ca. 31 Min.
- Konzert für Violoncello und Orchester, op. 78 – ca. 22 Min.
- Konzert für Trompete und Orchester, op. 64 – ca. 19 Min.
- Konzert-Partita für Harfe und Orchester, op. 91 – ca. 30 Min.
- Konzertante für Oboe, Engl.Horn, Marimba und Vibraphon mit Streichorchester, op. 110b – ca. 30 Min.

### Solo
Klavier
- Sonate Nr.2, op. 36 – Dauer ca. 24 Min.

Violine
- Fantasiestück für Violine solo, op. 46a – ca. 10 Min. (Pflichtstück beim Internationalen Bachwettbewerb Leipzig 1972)
- 2 Fantasiestücke für Violine solo, op. 46b – Dauer Nr. 1 ca. 7 Min., Nr. 2 ca. 5 Min. (geeignet für Studenten, auch Musikschule)
- Fantasie-Sonate op. 94 – ca. 18 Min.
- Fantasie-Sonate op. 98b – ca. 14 Min.
- Sonate op. 114 Nr. 3 – ca. 11 Min.
- Rondo op. 114 Nr. 4 – ca. 6½ Min.

Viola
- Fantasie-Sonate op. 98a – ca. 14 Min.

Violoncello
- Fantasiestück (ohne Opuszahl) – ca. 7 Min.

Gitarre/Mandoline
- 7 Stücke für Gitarre solo, op. 124 – zusammen ca. 20½ Min.
- Sonate für Mandoline solo, op. 114 Nr. 1 – ca. 15½ Min.
- Rondo für Mandoline solo, op. 114 Nr. 2 – ca. 6 Min.

Orgel solo
- Sonate, op. 105 – ca. 20½ Min.

### Kammermusik
mit Klavier
- Sonate für Violine und Klavier, op. 37 – ca. 30 Min.
- Sonatine für Violine und Klavier, op. 38 – ca. 15 Min.
- 3 Stücke für Violine und Klavier, op. 50 – ca. 12 Min.
- 5 Stücke für Violine und Klavier, op. 84a – ca. 10 Min.
- Stücke für Violoncello und Klavier, op. 70
- Duo für Violoncello und Klavier, op. 80 – ca. 10 Min.
- Ballade für Violoncello und Klavier, op. 86a – 11 Min.
- Klaviertrio Nr.3, op. 49 – ca. 24 Min.
- Klaviertrio Nr.4, op. 95 – ca. 23 Min.
- Trio für Klavier, Klarinette und Violoncello, op. 93 – ca. 20 Min.
- Trio Nr.5 für Klavier, Flöte und Violoncello, op. 134a

ohne Klavier
- Duette für Violine und Violoncello, op. 111 Nr. 1 – ca. 15 Min.
- Fantasie-Sonate für Violine und Viola, op. 111 Nr. 2 – ca. 12½ Min
- Sonate für Violoncello und Harfe, op. 104 – ca. 17 Min.
- Streichtrio (Vl., Vla., Vc. – auch Bearbeitung für 2 Viol. und Vc.), op. 88 – ca. 12½ Min.
- Düsteres Scherzo für 3 Violoncelli, op. 89, Nr. 1 – ca. 9½ Min.
- Streichquartett Nr.3, op. 47 – ca. 22 Min.
- Streichquartett Nr.4, op. 97 – ca. 28 Min.
- Quintett (Klar., 2 Vl., Vla. und Vc), op. 125a (1. Fassung) ca. 23 Min. – op. 125b (2. Fassung) ca. 27 Min.

für Zupfinstrumente und weitere Instrumente
- Klanggemälde – 4 Gitarren oder Gitarrenensemble, op. 131
- Drei Präludien und Arien für Violoncello und Gitarre, op. 120 – ca. 15½ Min.
- Duo für Violine und Gitarre, op. 99 – ca. 16 Min.
- Fantasiestücke – 4 Gitarren, op. 137
- Rondo Nr. 1 – Gitarre und 2 Trompeten in B, op. 138,
- Duo Nr.2 für Violine und Gitarre, op. 121 – ca. 11½ Min.

mit Schlagzeug
- Quartett für Violine, Violoncello und 2 Schlagzeuger (mit Marimba und Vibraphon), op. 92 – ca. 14 Min.
- Quartett für Oboe, Englisch Horn, Marimba und Vibraphon, op. 110a – ca. 23 Min.
- Visionen und Träume für Harfe und Schlagzeug, op. 116 Nr. 1 – ca. 12½ Min.
- Visionen und Träume für Klavier und Schlagzeug, op. 116 Nr. 2 – ca. 12½ Min.
- Visionen und Träume für Flöte, Harfe und Percussion, op. 116 Nr. 3 – ca. 17½ Min.
- Trio für Flöte, Viola und Marimba, op. 118 – ca. 19 Min.
- Introduktion und Humoreske für Klavier und Schlagzeug, op. 117 – ca. 12 Min.
- Szenen für Kontrabass und Schlagzeug, op. 101 - 18 Min.

für Orgel
- Responsorium für zwei Orgeln, op. 113 – ca. 20 Min.

### Gesang und Chor
- 6 Lieder für Sopran und Klavier, op. 45 – ca. 26 Min. Texte aus dem westöstlichen Divan von Goethe (Suleika)
  - Bearbeitung mit Orchester, op. 45b
- 10 Lieder für Bariton, Harfe und Viola (oder Klarinette), op. 57 – ca. 23 Min. Texte von Reiner Kunze
- 5 Lieder für Bariton und großes Orchester, op. 59 – ca. 31 Min. Texte von Louis Fürnberg
- Vier Lieder für Sopran (oder Tenor) und Klavier, „Vielleicht, noch eh der Tag vergeht, werd ich zu Hause sein“ Texte von Hermann Hesse, op. 119 – ca. 13 Min.
- Vier Lieder für Bariton und Klavier (Texte von Hermann Hesse), op. 128 – ca. 11½ Min.
- 3 Gitanjali – Motetten für gem. Chor a cappella, Texte von Rabindranath Tagore, op. 63 – ca. 16 Min.

für Kinder
- Die Gäste der Buche (Baumbach) op. 48 Nr. 1 – ca. 3½ Min.
- Eine dicke Familie (Hacks), op. 48 Nr. 3 – ca. 5 Min.
- Kaffee-Einladung (Hacks), op. 48 Nr. 4 – ca. 1½ Min.
- Himpelchen und Pimpelchen und Sonntagsspaziergang (Kanons mit div. Begleitung ad lib.)

### Werke zur Verwendung in Musikschulen
- Klaviertrio, op. 30 Nr. 2 – ca. 14 Min.
- Trio für 2 Mandolinen und Gitarre, op. 100 – ca. 8½ Min.
- Kleine Duette für 2 Mandolinen, op. 103a – ca. 14 Min.
- Bearbeitung dieser für 2 Violinen, op. 103b – ca. 9½ Min.
- Concertino für Violoncello und Streichorchester (2 Flöten ad lib.), op. 54 – ca. 12 Min.
- Stimmungsbilder für Horn (in F) und Klavier, op. 60 Nr. 1a – ca. 18 Min.
  - Fassung mit Streichorchester, op. 60 Nr. 1b – ca. 10 Min.
- 8 Stücke für 3 Flöten, op. 65 Nr. 2 – ca. 16 Min. (auch Bearbeitung für 2 Flöten und Klarinette) Dieses Werk auch für Hochschule und Konzert
- Duo für Violine und Violoncello, op. 121b – 6 Min.

### Filmmusiken
- Musik zum Film Alle meine Mädchen, 1980
- Musik zum Film Wäre die Erde nicht rund, 1981